# Palaeorhiza terrestris
Palaeorhiza terrestris là một loài Hymenoptera trong họ Colletidae. Loài này được Hirashima mô tả khoa học năm 1982.